# 나유진
나유진(1979년 10월 17일 ~ )은 대한민국의 만화가이다. 아들은 천가람(2004년 9월 30일 ~ )으로, 어머니와 아들 이야기를 그린 《일상날개짓》이라는 웃음이가득하고 따뜻한 웹툰으로 잘 알려져 있다.

## 작품
- 세여자이야기, 《일상날개짓》

## 수상
- 2009년 독자만화대상 대상
- 2009년 독자만화대상 온라인출판만화상